# Міський стадіон (Ченстохова)
Міський футбольний стадіон «Ракув» у Ченстохові (пол. Miejski Stadion Piłkarski Raków w Częstochowie) — футбольний стадіон у місті Ченстохова, Польща, домашня арена «Ракува».
Стадіон побудований та відкритий у 1955 році. У 2017 році модернізований.